# Escola Pia d'Olot
L'Escola Pia d'Olot és un centre educatiu a la ciutat d'Olot (Garrotxa). Aquesta obra va ser realitzada pel mestre d'obres i arquitecte municipal Esteve Pujol, documentat a Olot almenys entre els anys 1861 i 1904. Tant el pressupost assignat a l'obra, com els plànols, estan signats per ell. La construcció es va dur a terme en diverses etapes: al 1877 es va fer el cos esquerre, al 1897 el central, al 1906 el dret i hi ha constància d'una benedicció de la capella al 1916. L'edifici ha estat protegit com a bé cultural d'interès local.
L'edifici de planta rectangular perfectament simètrica està format per un cos central que s'amplia des de la façana principal -que és la d'una església- cap als costats. Dit cos central està cobert a dos vessants i té una portalada conformada per arcs de mig punt concèntrics i a sobre seu també es pot apreciar una finestra amb tres obertures també emmarcades dins arcs de mig punt.
Als costats d'aquesta part central, s'aixequen dues torres de planta rectangular amb obertures perfilades per arcs bessons de mig punt a cada costat. Ambdós campanars estan coberts per estructures piramidals. Entre el pany de l'edifici i la plaça de Catalunya es va deixar una àmplia faixa sense edificar per tal de no haver de seguir el pla unitari (amb porxades) de la plaça.